# Dilated Peoples
I Dilated Peoples sono un gruppo hip hop particolarmente conosciuto nella scena underground, ma conosciuto anche al grande pubblico soprattutto per la nota canzone "Worst Comes To Worst" (2001), in cui collabora anche Guru e per la canzone "This Way" (2004), una collaborazione con Kanye West. I Dilated Peoples si possono considerare tra i pionieri dell'hip hop progressivo californiano. 
I membri del gruppo sono Evidence, Rakaa e DJ Babu, che al momento sono concentrati verso carriere soliste.
Si fanno notare per i beat dal suono tendente al West Coast hip hop moderno e fortemente influenzato dal turntablism e per i temi "conscious" nei loro testi.
La loro produzione si distingue da molta parte dell'hip hop della West Coast per il rifiuto della violenza e misoginia tipici del gangsta rap, e per la scelta di temi inusitati per la scena hip hop, da qui le loro collaborazioni con artisti come Erykah Badu, Common, Talib Kweli, e ?uestlove dei Roots.

## Storia del gruppo
Il duo, composto da Evidence e Rakaa, si consolida nella prima metà degli anni 1990 dopo che i membri si sono incontrati durante una festa. Al gruppo si aggiunge successivamente DJ Babu, un turntabler proveniente dalla crew Beat Junkies. Il gruppo registra nel 1997 i primi due pezzi "Third Degree" e "Work the Angles" per ABB Records, ciò gli permette di farsi conoscere ed apprezzare sulla scena underground e dagli amanti del genere rap.
Questo successo li porta alla firma del contratto con la Capitol Records ed alla pubblicazione di The Platform (2000), disco particolarmente apprezzato.  Il successivo lavoro Expansion Team è realizzato nel 2002 e prodotto con la collaborazione di The Alchemist per "Worst Comes To Worst" che utilizza un sample di una canzone di William Bell "I forgot to be your lover".
Il loro terzo album, Neighborhood Watch, realizzato nel 2004, ha debuttato alla n. 55 di Billboard 200 Albums Chart. In aggiunta al già citato singolo prodotto con Kanye West, "This Way", l'album si distingue soprattutto per  "Love And War" e per il singolo "Who's Who?", che è stato inserito come traccia della colonna sonora dei videogiochi Need for Speed: Underground e SSX 3, ed ha raggiunto la posizione n. 35 delle classifiche inglesi dei singoli. Il loro quarto album è 20/20, realizzato nel 2006, nel quale figurano i singoli "Back Again" , "You Can't Hide, You Can't Run" e "Kindness For Weakness". Nel 2007 viene pubblicata una compilation del gruppo intitolata The Release Party. Il 12 agosto 2014 è uscito l'album Directors of Photography.

## Discografia

### Album studio
| 2000                                                | The Platform - Data uscita: 23 maggio 2000 - Casa discografica: Capitol - Formato: CD, Cassette, LP                             | 74 | 30 | —  | 89  |                        |
| 2001                                                | Expansion Team - Data di uscita: 23 ottobre 2001 - Casa discografica: Capitol - Formato: CD, LP                                 | 36 | 8  | —  | 55  | - BPI: Disco d'argento |
| 2004                                                | Neighborhood Watch - Data di uscita: 6 aprile 2004 - Casa discografica: Capitol - Formato: CD, LP, download digitale            | 55 | 16 | 91 | 96  |                        |
| 2006                                                | 20/20 - Data di uscita: 21 febbraio 2006 - Casa discografica: Capitol - Formato: CD, LP, download digitale                      | 97 | 35 | 56 | 107 |                        |
| 2014                                                | Directors of Photography - Data di uscita: 12 agosto 2014 - Casa discografica: Rhymesayers - Formato: CD, LP, download digitale | 41 | 9  | 19 | —   |                        |
| "—" indica album che non sono entrati in classifica | |    |    |    |     |                        |

### DVD
| Anno | DVD                                                                                   |
| ---- | ------------------------------------------------------------------------------------- |
| 2007 | The Release Party - Data di uscita: 31 luglio 2007 - Casa discografica: Decon Records |

### Singoli
| Anno | Titolo                             | Posizioni in classifica | Posizioni in classifica | Posizioni in classifica | Posizioni in classifica | Album                    |
| Anno | Titolo                             | US                      | US R&B                  | US Rap                  | UK                      | Album                    |
| ---- | ---------------------------------- | ----------------------- | ----------------------- | ----------------------- | ----------------------- | ------------------------ |
| 1997 | "Third Degree" (con Defari)        | —                       | —                       | —                       | —                       | singolo senza album      |
| 1998 | "Work the Angles"                  | —                       | —                       | —                       | —                       | The Platform             |
| 2000 | "No Retreat" (con B-Real)          | —                       | —                       | 42                      | —                       | The Platform             |
| 2000 | "The Platform"                     | —                       | —                       | 22                      | 89                      | The Platform             |
| 2001 | "Worst Comes to Worst" (con Guru)  | —                       | 84                      | —                       | 29                      | Expansion Team           |
| 2002 | "Downtown"                         | —                       | —                       | —                       | —                       | One Big Trip             |
| 2004 | "This Way" (con Kanye West)        | 78                      | 41                      | 22                      | 35                      | Neighborhood Watch       |
| 2004 | "Love & War"                       | —                       | —                       | —                       | —                       | Neighborhood Watch       |
| 2005 | "Back Again"                       | —                       | 114                     | —                       | 98                      | 20/20                    |
| 2006 | "You Can't Hide, You Can't Run"    | —                       | —                       | —                       | —                       | 20/20                    |
| 2007 | "Spit It Clearly"                  | —                       | —                       | —                       | —                       | The Release Party        |
| 2014 | "Good As Gone"                     | —                       | —                       | —                       | —                       | Directors of Photography |
| 2014 | "Show Me the Way" (con Aloe Blacc) | —                       | —                       | —                       | —                       | Directors of Photography |

### Comparse
| Titolo                                 | Anno | Altri artisti                        | Album                                                          |
| -------------------------------------- | ---- | ------------------------------------ | -------------------------------------------------------------- |
| "Major League"                         | 1998 | Rasco, Defari                        | Time Waits for No Man                                          |
| "Rework the Angles"                    | 1999 | Sway & King Tech                     | This or That                                                   |
| "Long Awaited"                         | 1999 | Lootpack                             | Soundpieces: Da Antidote                                       |
| "Thieves"                              | 2003 | The Alchemist, Prodigy               | The Cutting Room Floor                                         |
| "Behold My Life (Remix)"               | 2003 | Defari                               | Odds & Evens                                                   |
| "For the Record"                       | 2004 | The Alchemist                        | 1st Infantry                                                   |
| "No Brainer"                           | 2004 | Mr. Complex                          | Twisted Mister                                                 |
| "Live from Master Control, Pt. 2"      | 2005 | Da Beatminerz, Chali 2na, Wordsworth | Fully Loaded w/ Statik                                         |
| "Clowns"                               | 2006 | Defari                               | Street Music                                                   |
| "Dilated Agents"                       | 2006 | Planet Asia, Rasco                   | The Medicine                                                   |
| "Another X-Ecution"                    | 2007 | Roc Raida                            | Beats, Cuts and Skits                                          |
| "Co-Operation"                         | 2007 | Strong Arm Steady                    | Deep Hearted                                                   |
| "Yellow & Grey (Remix)"                | 2009 | Notes to Self                        | A Shot In the Dark                                             |
| "I Am (Remix)"                         | 2009 | Bekay                                | Hunger Pains                                                   |
| "Believe That"                         | 2010 | Amad Jamal                           | Barely Hanging On: The Chronicles of a Brotha Like Rodney King |
| "Three Story Building"                 | 2010 | Copywrite                            | The Life and Times of Peter Nelson                             |
| "Battlaxe"                             | 2012 | Madchild, Bishop Lamont, D-Sisive    | Dope Sick                                                      |
| "Back For You"                         | 2014 | Statik Selektah                      | What Goes Around                                               |
| "The Kingdom That Worshipped the Dead" | 2015 | Jedi Mind Tricks                     | The Thief and the Fallen                                       |
| "1st (Remix)"                          | 2016 | Torii Wolf                           | N.D.                                                           |
| "Way Ahead"                            | 2016 | Snowgoons                            | Goon Bap                                                       |